# Station Wüstenbrand
Station Wüstenbrand is een spoorwegstation in de Duitse plaats Wüstenbrand, een deel van de stad Hohenstein-Ernstthal. Het station werd in 1858 geopend.